# Edward Zürn

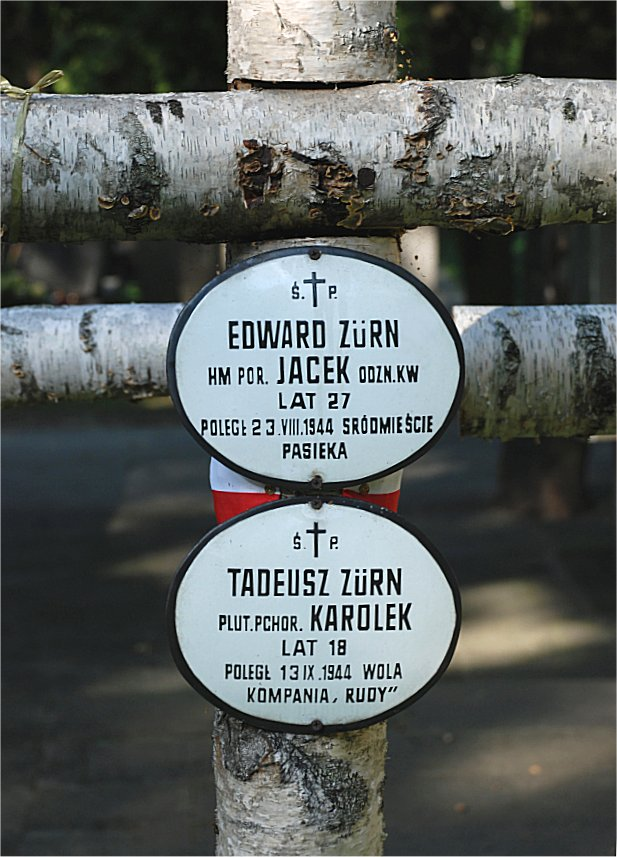
Nad mogiłą Edwarda i Tadeusza Zürna na Powązkach Wojskowych

Edward Zürn, ps. Brodowski, Edek, Edward Zahorski, Gniewosz, Jacek, Krogulec (ur. 17 sierpnia?/30 sierpnia 1917 w Kijowie, zm. 23 sierpnia 1944 w Warszawie) – polski harcmistrz, instruktor harcerski Szarych Szeregów, szef Głównej Kwatery „Pasieki”, porucznik Armii Krajowej, uczestnik powstania warszawskiego.

## Dzieciństwo
Urodził się w 1917 roku w Kijowie. W 1924 przeniósł się wraz z rodziną do Bydgoszczy. Jako dziewięcioletni chłopiec wstąpił do drużyny Wilczków przy 6 Bydgoskiej Drużynie Harcerskiej im. Tadeusza Kościuszki. Nazywany był przez kolegów i brata „Dziutek”.
W 1927 roku jako uczeń I klasy Miejskiego Gimnazjum Męskiego im. Mikołaja Kopernika został pasowany na harcerza i trafił wtedy do zastępu. Jako 11-latek pojechał na swój pierwszy w życiu letni obóz harcerski w Druskiennikach nad Niemnem.

## Początki dorosłego życia
Na obozy jeździł każdego roku, gdzie zdobywał kolejne sprawności i stopnie harcerskie. Szybko się uczył, a swoją wiedzą i umiejętnościami chętnie dzielił się z innymi. W 1934 roku kiedy jego drużynowy odszedł z drużyny po zdaniu matury, Rada drużyny powierzyła jemu funkcję drużynowego. Uprawiał wiele dyscyplin sportowych: grał w siatkówkę, koszykówkę, ping-ponga, jeździł na nartach. W latach 1934–1935 odbył kurs drużynowego w Kościelisku za pieniądze, które zarobił korepetycjami. Duże znaczenie dla Edka miał mundur harcerski, zawsze pilnował aby jego podwładni mieli czyste i schludne umundurowanie. Współpracował z Kołem Przyjaciół Harcerstwa, za dotacje patronów mógł zaopatrzyć drużynę w pomoce. Uzupełnił sprzęt biwakowy, obozowy i sportowy. Drużyna w tamtym czasie posiadała nawet narty. Wszystko było starannie zewidencjonowane. Jako drużynowy czuł się odpowiedzialny za własność drużyny i za żądanie pokwitowania przez nauczyciela matematyki nart został jego zdaniem oblany na maturze. Edward był ambitnym chłopakiem i się nie poddał w roku 1936 uzyskał świadectwo dojrzałości właśnie w „Koperniku”.
Na Jubileuszowym Zlocie z okazji 25-lecia Związku Harcerstwa Polskiego w Spale w 1935 roku, 6 Bydgoska Drużyna Harcerska zdobyła sobie świetną opinię, którą reporter wyraził w słowach: „Ośrodek bydgoski ma duże możliwości stworzenia wzorowego teatru harcerskiego. Brawo VIII Podobóz. Brawo Bydgoszcz!”. Po powrocie drużyny do Bydgoszczy, Edward przygotował rozliczenie.
15 września 1935 roku chcąc pokazać rodzicom i pozostałym uczniom wyszkolenia drużyny, Edward urządził na dziedzińcu gimnazjum imprezę sportowo-harcerską. Rozbijano namioty, gotowano w menażkach herbatę, pokazano kilka ćwiczeń z pionierki, samarytanki i sygnalizacji. Opiekun drużyny – profesor Ludwik Monowid – zbierał wraz z Dziutkiem gratulacje i wyrazy podziwu dla postawy i wyrobienia chłopców.
Edward chciał zostać marynarzem lecz kiedy nie udało mu się dostać do Oficerskiej Szkoły Marynarki Wojennej zgłosił się ochotniczo do wojska i znalazł się w Szkole Podchorążych Rezerwy Artylerii we Włodzimierzu Wołyńskim. Jako zapalony harcerz został wybrany na przewodniczącego sekcji kręgu starszoharcerskiego. Szkołę skończył jako podchorąży artylerii, a praktyki odbywał w 15 Wielkopolskim Pułku Artylerii Lekkiej w Bydgoszczy. Jesienią 1937 roku rozpoczął studia na Szkole Nauk Politycznych w Warszawie. Tam też zorganizował Akademicki Krąg Starszoharcerski przy Szkole Nauk Politycznych. Tam poznał Marię, swoją przyszłą żonę, też harcerkę. 10 września 1938  roku uzyskał stopień podharcmistrza. Gdy powstało realne zagrożenie bezpieczeństwa kraju w ZHP ogłoszono Pogotowie Harcerek i Harcerzy ich zadaniem było pełnienie obowiązków łączników i gońców.
25 sierpnia 1939 roku Edward został mianowany dowódcą drugiego plutonu 6 baterii. W ostatnich dniach sierpnia 1939 roku w Smukale przypadło mu zająć pierwsze stanowisko ogniowe w II wojnie światowej.

## Lata II wojny światowej
Po bitwie nad Bzurą został odznaczony Krzyżem Walecznych. Edward dostał się do Warszawy z grupą kilkudziesięciu żołnierzy. Udało mu się uratować swoją armatę, a była to jedna z czterech jaka została po 15 Wielkopolskim pułku artylerii lekkiej dociągnięta do Warszawy.
28 września 1939 roku tuż po kapitulacji Warszawy wszyscy oficerowie mieli trafić do niewoli. Edek wraz z grupą oficerów i podoficerów został osadzony w obozie przejściowym pod Warszawą. Po pewnym czasie zdecydował się na ucieczkę. W dzień, w którym przedostał się do Warszawy, Hitler świętował swoje zwycięstwo. U Marii przebrał się w cywilne ubranie, a mundur wojskowy zostawił na późniejsze czasy. Zmienił nazwisko na Zahorski. Przyjął też pseudonim „Gniewosz”, bo tak brzmiało jego przetłumaczone nazwisko, oraz coraz bardziej rozpowszechniony „Jacek”. Dawna przyjaźń Edwarda i Marii przerodziła się w głębsze uczucie. Edward Zürn wziął ślub z Marią Jędrzejkiewicz 22 września 1940 roku. Latem 1940 roku „Jacek” przyjął pracę w swym przedwojennym miejscu pracy, działającym teraz dla potrzeb Wehrmachtu, zakładach radiowych PHILIPS. Otrzymał dobre zaświadczenie z urzędu pracy, które chroniło go przed łapankami na ulicy i pozwalało na działalność konspiracyjną. Tak został wykładowcą Szkoły Podchorążych Armii Krajowej. Za swój cel postawił zorganizowanie harcerzy z Bydgoszczy rozbitych przez Gestapo i włączenie ich w służbę kurierską. 15 sierpnia 1943 roku został przez GK Sz. Sz. mianowany harcmistrzem (pośmiertna weryfikacja 15 lutego 1947).  20 czerwca 1944 roku „Jacek” został powołany na szefa Głównej Kwatery „Pasieki”, później został włączony w skład „Ścisłej Pasieki”. Z myślą o przyszłość podjął szkolenie instruktorów harcerskich. Później Edward został wizytatorem Ziem Zachodnich do jego obowiązków należało udzielanie pomocy w przerzucie do Polski centralnej i załatwienie wszystkich potrzebnych do przetrwania dokumentów ludziom, którzy na terenie Polski Zachodniej podpadli okupantom. Dnia 3 maja 1944 roku awansował do stopnia porucznika dokładnie w pięć lat od pierwszej nominacji oficerskiej. Cały ten czas pracował w konspiracji i w dostępny sobie sposób walczył z wrogiem. 1 sierpnia 1944 wybuchło powstanie warszawskie.
23 dnia walk o Warszawę porucznik Edward Zürn zginął, odłamki pocisku zmasakrowały mu głowę. Poległ w mundurze oficera Wojska Polskiego z Krzyżem Harcerskim na piersi. Pochowany na Powązkach Wojskowych w Warszawie wraz z bratem Tadeuszem w kwaterach żołnierzy i sanitariuszek batalionu „Zośka” (kwatera A20-4-19). Odznaczony Krzyżem Walecznych.

## 6 Bydgoska Drużyna Harcerska
6 Bydgoska Drużyna Harcerska im. Tadeusza Kościuszki istniała nieprzerwanie od roku 1922 do 1999. Wchodziła w skład Szczepu VI Bydgoskich Drużyn Harcerskich przy II Liceum Ogólnokształcącym w Bydgoszczy. W roku 2004 szkole został przekazany historyczny sztandar z roku 1932, najstarszy zachowany w północnej Polsce. Dwa miesiące później drużyna została reaktywowana pod tym samym numerem i z tym samym patronem, ale z dodatkową nazwą „Grom”.